# Пелагиаль

Схема слоёв пелагиали

Пелагиа́ль (от греч. πέλαγος «открытое море»), также пелаги́ческая зо́на — зона моря или океана, не находящаяся в непосредственной близости от дна. Среда обитания пелагических организмов — планктона, нектона, плейстона. Эта зона занимает 1,3 млн км3 моря и глубины до 11 км. Пелагическая зона противопоставляется донной (включающей грунт моря) и придонной (находящейся непосредственно над грунтом) зонам у дна моря, а также литоральной зоне у побережья. Рыба, обитающая в пелагической зоне, также называется пелагической.

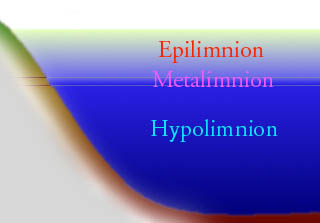
Схема слоёв озёр

Пелагическая зона простирается от поверхности моря и почти доходит до его дна. Условия довольно существенно изменяются с глубиной: в частности, давление возрастает, а количество света уменьшается. В зависимости от глубины пелагическая зона подразделяется на несколько меньших подслоёв: эпипелагиаль, мезопелагиаль, батипелагиаль, абиссопелагиаль и ультраабиссаль.
Пелагиаль также имеет отложения в виде ила и глины, именно они покрывают склоны материков и ложе океана. Остатки морских организмов и тончайшие частицы взвеси служат для их образования, как и вулканическая, космическая пыль и продукты разрушения пород, находящиеся на дне океана.